# Prévision climatique
Une prévision climatique est une estimation de l’évolution future des conditions météorologiques moyennes et/ou extrêmes. Contrairement aux prévisions météorologiques, les prévisions climatiques n’ont pas pour objectif de prévoir le temps à une date donnée, mais de prévoir les probabilités d’observer tel ou tel changement.  

## Sources de prévisibilité
Il existe deux types de fluctuations climatiques :
- le premier type correspond aux fluctuations internes au système climatique. Ce système est constitué de 5 composantes : l'atmosphère, l'océan, la cryosphère (glace), l'hydrosphère (eaux continentales), et la biosphère (ensemble des organismes vivants). Les fluctuations internes résultent de la variabilité propre de chaque composante et de leurs interactions. Le phénomène El Nino est un exemple de mode de variabilité interne lié aux interactions océan-atmosphère[2] ;
- le second type correspond aux fluctuations liées à un changement extérieur au système climatique. On parle de forçage externe. Il peut s'agir, par exemple un changement d’ensoleillement dû aux cycles astronomiques, d'une éruption volcanique, ou encore des émissions anthropiques de gaz à effet de serre.

Les prévisions climatiques tiennent compte de ces deux types de fluctuations.
La première source de prévisibilité, dite prévisibilité de première espèce selon la formulation de Lorenz,, est liée aux fluctuations internes. Elle repose sur la connaissance des conditions initiales et de la physique interne du système. C’est sur ce type de prévisibilité que sont basées les prévisions météorologiques. Dans le cas des prévisions climatiques, la connaissance de l’état initial ne se cantonne pas à la connaissance de l’atmosphère comme c’est le cas pour les prévisions météorologiques, mais s’étend à tout le système et en particulier à ses composantes lentes, comme l’océan. 
La seconde source de prévisibilité, dite prévisibilité de deuxième espèce selon la formulation de Lorenz, est liée aux forçages externes. C’est sur ce type de prévisibilité que s’appuient les projections climatiques à l’échelle du siècle,.

## Méthodes
Comme pour les prévisions météorologiques, les prévisions climatiques se basent sur les modèles de circulation générale. Cependant, dans le cas de la prévision climatique, il est nécessaire de tenir compte des composantes lentes du climat tel que l’océan. Les prévisions climatiques sont donc réalisées à partir des modèles couplés océan-atmosphère, ou de modèles encore plus complexes, incluant d’autres composantes du système climatique: Les modèles du système Terre (Earth System model).
Le projet d’inter comparaison des modèles couplés (CMIP pour coupled model intercomparison project) inclut, depuis sa cinquième phase, un volet dédié aux prévisions climatiques. Dans ce cadre, les prévisions sont basées sur un ensemble de simulations initialisées par l’état observé. Du fait de l’échantillonnage discontinu dans l’espace et le temps, cet état initial ne peut être parfaitement connu et provient de reconstruction s’appuyant sur les observations. L’approche ensembliste consiste à perturber légèrement cet état initial, de manière à réaliser plusieurs simulations pour une même prévision. Cette approche permet de quantifier les incertitudes liées aux erreurs sur l’état initial et à l’imperfection des modèles.
Outre les prévisions climatiques sur les prochaines décennies, le protocole CMIP inclut un ensemble de retro-prévisions,, c’est-à-dire des prévisions du passé qu’il est possible de confronter aux observations. Ces retro-prévisions permettent d’évaluer les modèles et leur capacité à prévoir le climat global, mais aussi le climat dans différentes régions du monde.